# Brunnenmarkt

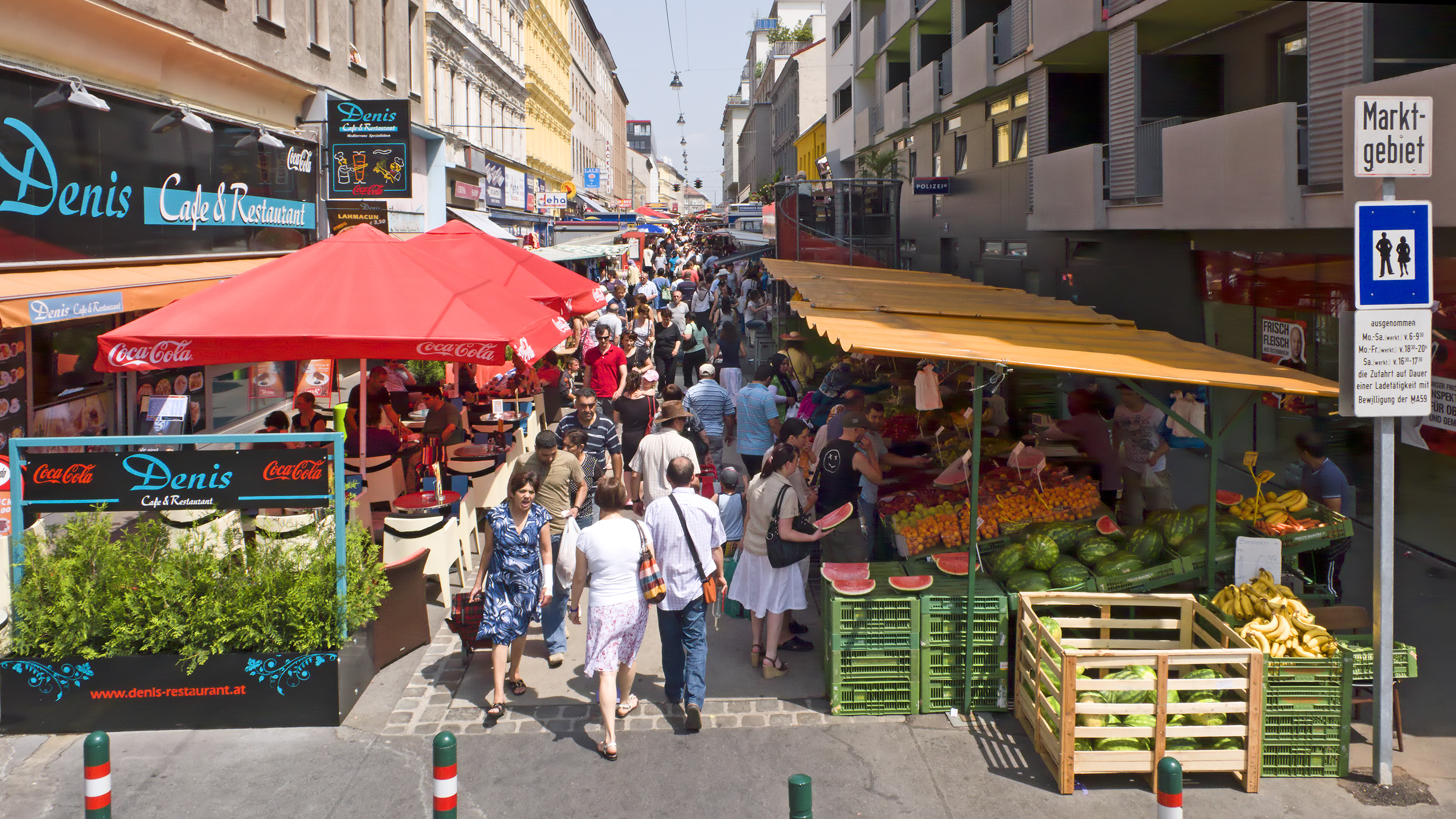
Der Brunnenmarkt

Der Brunnenmarkt ist der längste Straßenmarkt Wiens und erstreckt sich im 16. Wiener Gemeindebezirk, Ottakring, in der Brunnengasse von der Thaliastraße bis zur Ottakringer Straße. An den Werktagen Montag bis Freitag sind rund 40 bis 50 Stände auf dem Markt, während es an Samstagen 120 sein können. Damit ist er nach dem Naschmarkt der zweitgrößte innerstädtische Markt in Wien.

## Historisches

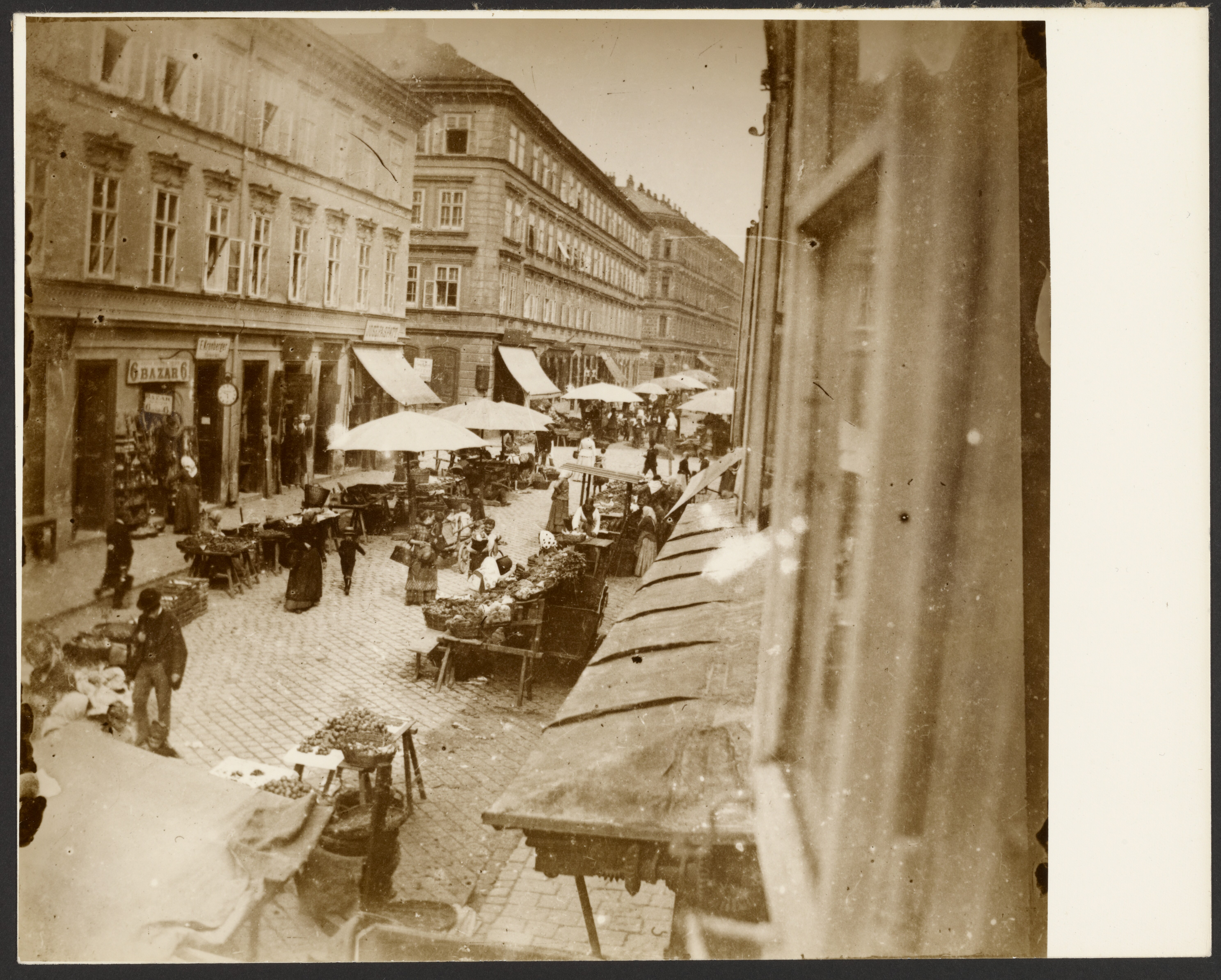
Der Brunnenmarkt im Jahr 1886, Fotografie von Alfons Mucha

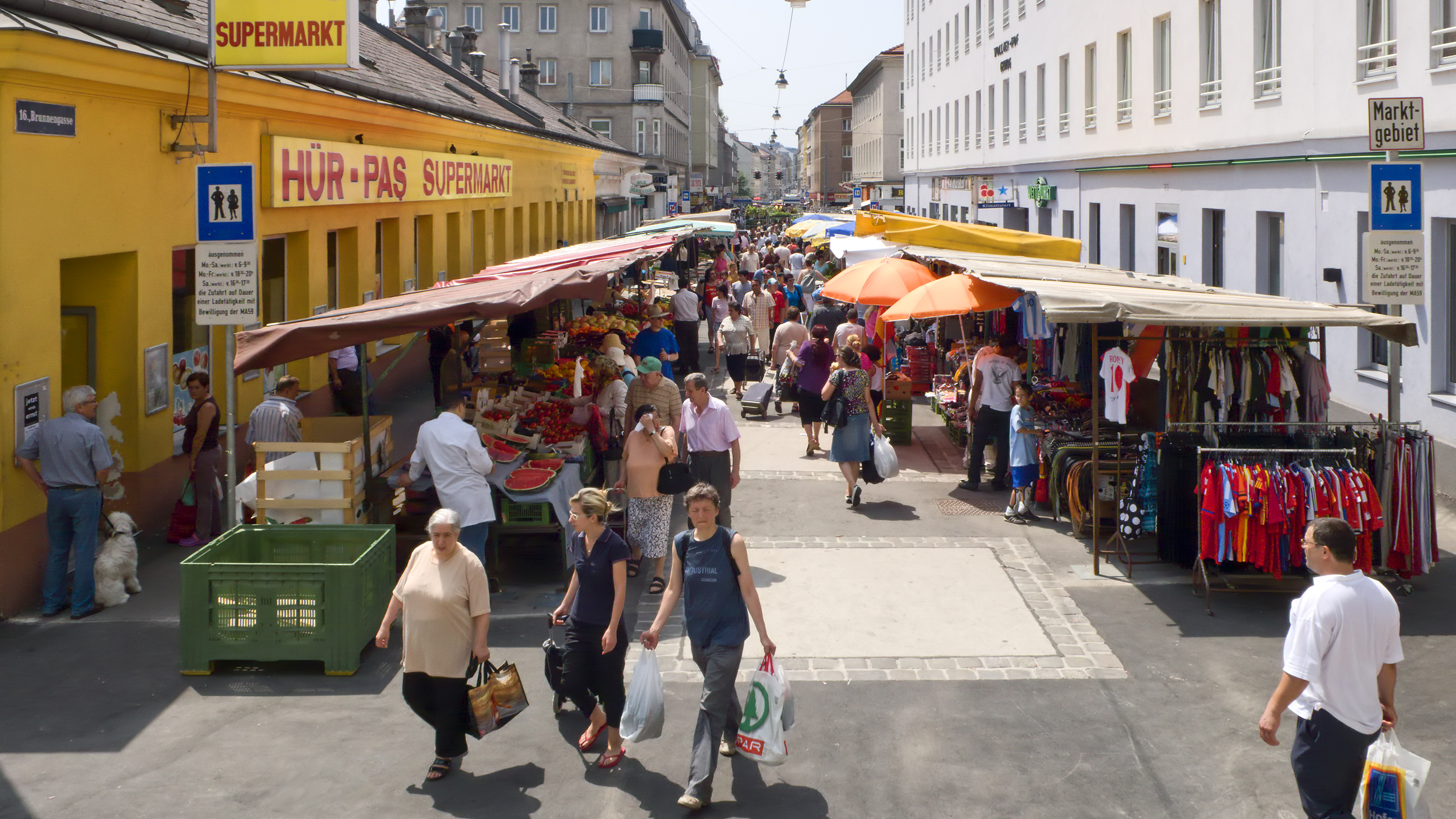
Blick über den Markt

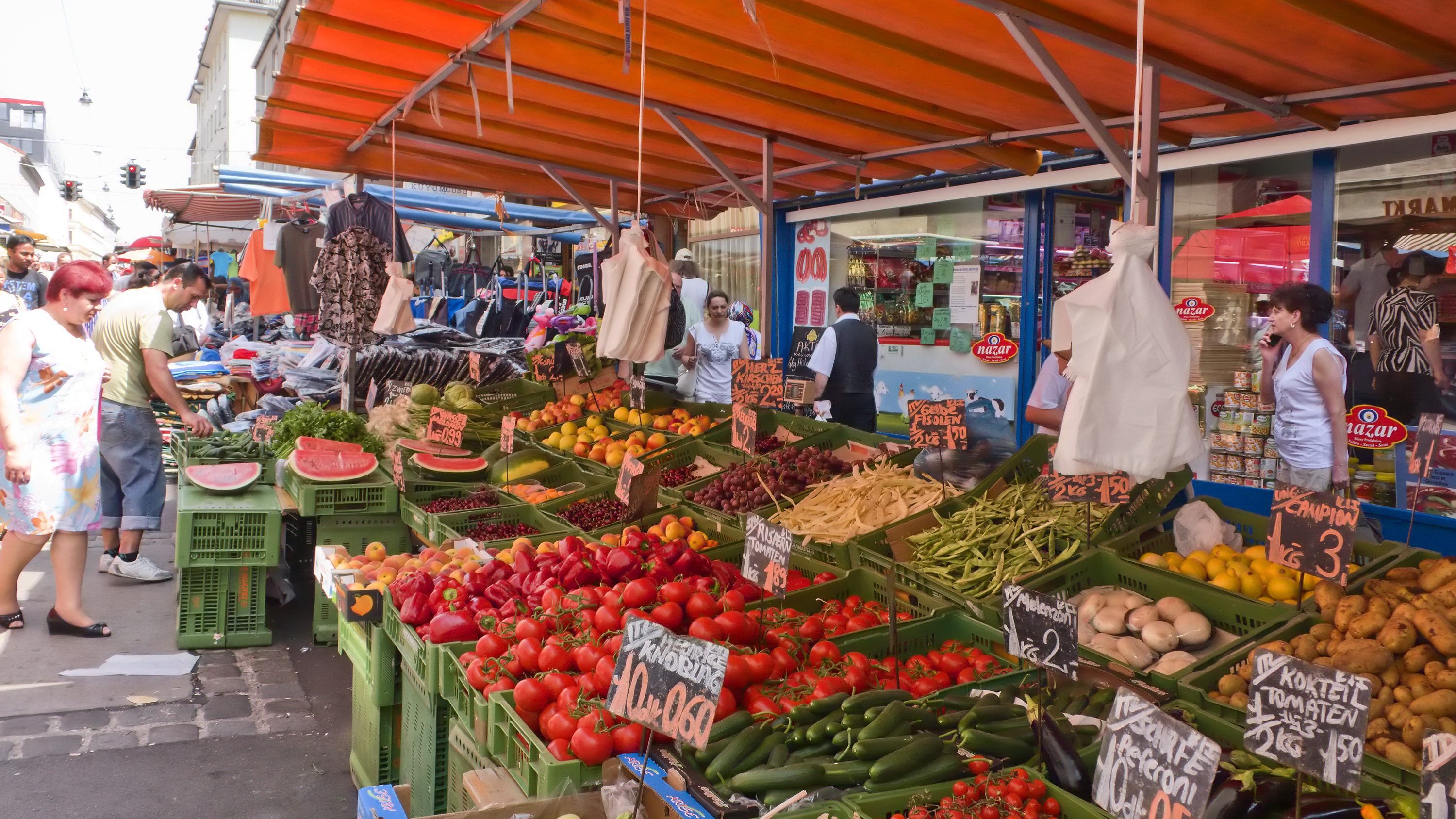
Marktstand

Der Markt entstand 1786 im damaligen Wiener Vorort Neulerchenfeld in der ehemaligen Elisabethgasse. An der Kreuzung mit der Neulerchenfelder Straße ließ Kaiser Joseph II. einen Auslaufbrunnen errichten, der an die Hernalser Wasserleitung, die vom Wienerwald in die Hofburg führte, angeschlossen war. Dieser sollte die Menschen mit sauberem Trinkwasser versorgen. Erst 1873 erhielt die Straße die amtliche Bezeichnung Brunnengasse. Der Brunnen musste 1871 oder 1872 der neuen Pferdestraßenbahn weichen, der Markt aber blieb bestehen und ist heute lebendiger denn je.
Handeln ist, wie auf den Märkten in Südeuropa, inzwischen Pflicht. Besonders preisgünstig kann man gegen Ende des Tages am Brunnenmarkt oder gegen Mittag auf dem Bauernmarkt am Yppenplatz einkaufen, denn der Brunnenmarkt ist ein Relikt einer alten, fast schon verschwundenen Marktform. Er ist einer der beiden reinen Straßenmärkte Wiens und sämtliche Marktstände wurden noch bis 2005 nach Marktschluss abgebaut und abtransportiert. Inzwischen ist die Brunnengasse für den Autoverkehr komplett gesperrt und die Stände bleiben über Nacht stehen.
Von 2005 bis 2010 wurde der Brunnenmarkt generalsaniert.

## Yppenmarkt

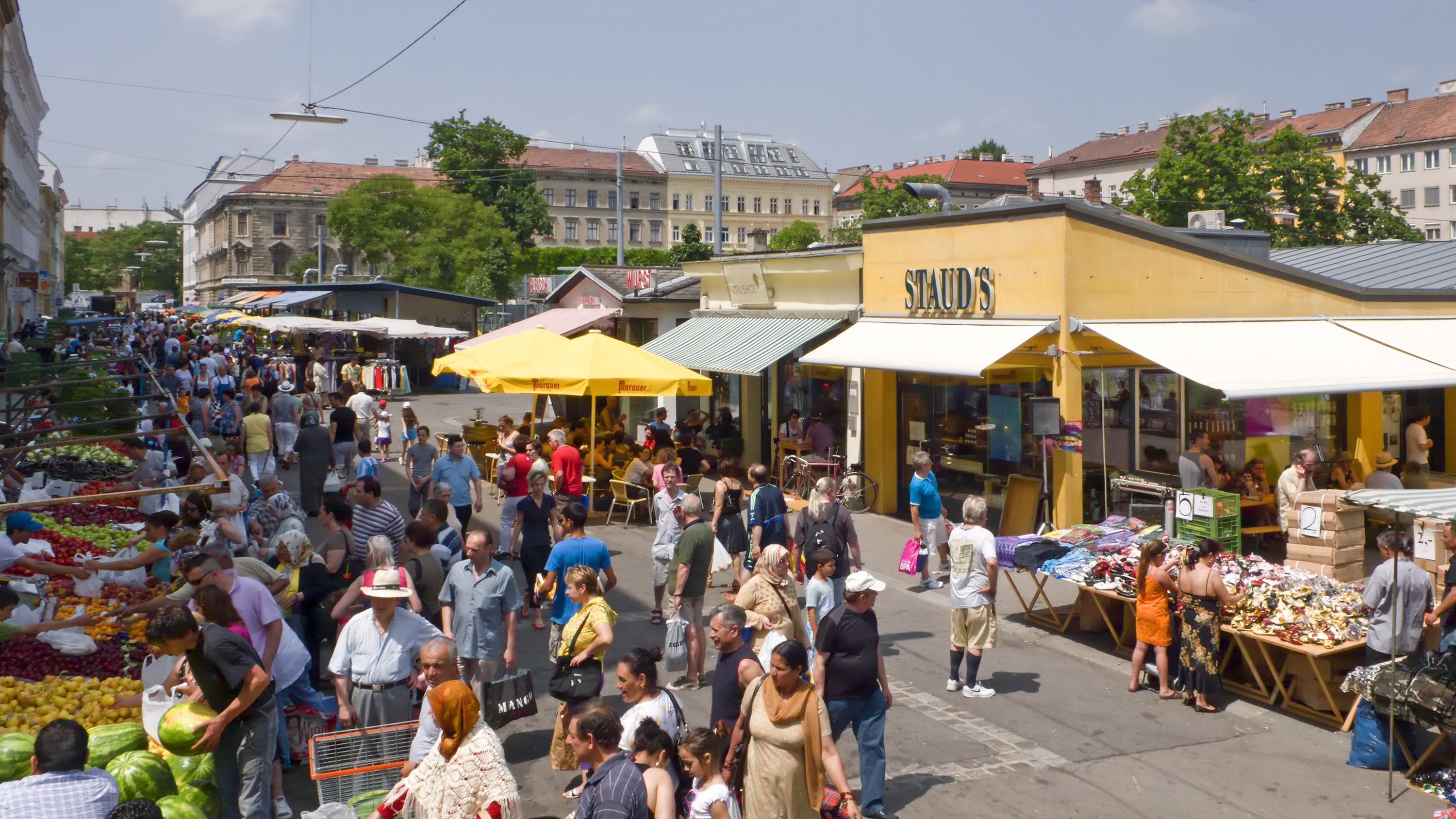
Der Yppenmarkt

Der Yppenmarkt ist eine an den Brunnenmarkt angeschlossene „Fortsetzung“ des Brunnenmarktes. Er entstand 1897 auf dem ehemaligen Exerzierplatz beim Yppenheim und war ursprünglich ein Großhandelsmarkt für Obst und Gemüse. Heute mit dem Brunnenmarkt nahezu zusammengewachsen, sind sie gemeinsam der größte Detailmarkt Wiens.
Auf dem Yppenplatz hat sich seit der Jahrtausendwende eine lebendige, florierende Lokalkultur entwickelt.
Brunnenmarkt und Yppenviertel waren Drehort verschiedener Filme, unter anderem von Kebab mit Alles (2011), CopStories (seit 2013), Die Freischwimmerin (2014), Planet Ottakring (2015) und Kebab extra scharf! (2017). 2014 wurde der Brunnenmarkt mit Yppenplatz in der ORF-Fernsehsendung 9 Plätze – 9 Schätze zum Wiener Landessieger gewählt.